# Fondation Eugène-Napoléon
La Fondation Eugène-Napoléon est à l’origine une œuvre de bienfaisance fondée par l’impératrice Eugénie et dont les bâtiments, situés 262 rue du Faubourg-Saint-Antoine dans le 12e arrondissement de Paris, sont inaugurés le 28 décembre 1856. Elle est reconnue d’utilité publique en 1858. 

## Histoire de la fondation
À l'occasion du mariage de Napoléon III à Eugénie en 1853, la ville de Paris offre une parure en diamants à la nouvelle impératrice que celle-ci refuse, demandant en échange la fondation d'un orphelinat de jeunes filles pour un montant équivalent à celui du collier. C'est l'architecte Jacques Ignace Hittorff qui est chargé du chantier et qui s'inspire de la forme du cadeau originel (le collier) pour réaliser le bâtiment. Ce dernier est inauguré le 28 décembre 1856 par l'impératrice. Il est nommé Eugène-Napoléon en l'honneur du prince impérial Louis Eugène Napoléon dit Louis-Napoléon, fils de Napoléon III et d'Eugénie.
Le 1er octobre 1858, l'institution devient un établissement d'utilité publique. En 1974, l’établissement est renommé de Maison Eugène-Napoléon en Fondation Eugène-Napoléon.
Les bâtiments sont inscrits partiellement au titre des monuments historiques en 1997.
Les locaux de la fondation sont augmentés pendant les années 1960 d'une tour de 9 étages située à l'extrémité du médaillon et utilisée jusque dans les années 1990 comme foyer pour jeunes filles. Après divers problèmes de sécurité, les locaux sont fermés, puis font l'objet d'une audacieuse restructuration et extension sous la maîtrise d'ouvrage de la Régie immobilière de la ville de Paris et sous la maîtrise d'œuvre de l'architecte Suzel Brout. Le bâtiment terminé a fait l'objet de plusieurs articles dans la presse pour sa qualité architecturale et a fait l'objet d'une nomination à l'Équerre d'Argent.

## Activités de la Fondation aujourd’hui
La fondation existe toujours et ses bâtiments abritent aujourd’hui le lycée professionnel Eugène-Napoléon ainsi qu’une école primaire, une école maternelle et un hébergement d’étudiantes.